# Enrique Fava
Enrique Fava (1920 – 13 de junio de 1994) fue un actor argentino que apareció en un total de 32 películas y programas televisivos entre 1948 y 1986. Actuó en la película Los dioses ajenos que fue presentada en el octavo Festival Internacional de Cine de Berlín.

## Filmografía
- Las barras bravas (1985) .... Defensor
- El poder de las tinieblas (1979)
- El ayudante 1971
- Humo de marihuana (1968) .... Inspector Di Pietro
- Sombras en el cielo (1964)
- Mujeres perdidas (1964)
- Los inocentes 1963 ...Ignacio Fuentes
- Libertad bajo palabra (1961)
- El centroforward murió al amanecer 1961
- Luna Park (1960)
- Zafra (1959)
- Los dioses ajenos 1958
- Después del silencio (1956)
- Horizontes de piedra (1956)
- El abuelo (1954)...Prior
- María Magdalena (1954)
- El vampiro negro 1953 ...El noruego
- El túnel (1952)
- La comedia inmortal (1951)
- El honorable inquilino 1951
- Los isleros 1951
- La culpa la tuvo el otro 1950 ...fiscal Herranz
- La cuna vacía (1949)
- Tierra del Fuego (1948)

## Televisión
- El Groncho y la Dama (1989)
- El infiel (1985) Serie .... Alberto
- Historia de un trepador (1984) Serie .... Carone
- Esa provinciana (1983) Serie .... Patricio
- Rebelde y solitario (1982) Serie
- Los chicos crecen (televisión)1Los chicos crecen (1981)
- Aquí llegan los Manfredi (1980-1982) Serie.... Goyo[1]
- El solitario (1980) Miniserie
- El león y la rosa (1979) Serie .... Mariano Peralta
- Los físicos (1972)